# تا روبان پاره شود
تا روبان پاره شود (به انگلیسی: Until the Ribbon Breaks) یک گروه موسیقی بریتانیایی است. این گروه گاهی به اختصار UTRB نیز خوانده می‌شود دو عضو دارد؛ پیت لوری-وین‌فیلد (خواننده اصلی، کیبوردزن، نوازنده سازهای کوبه‌ای، نوازنده سازهای بادی و گیتاریست) الیوت وال (درامر و خواننده). این گروه در سال ۲۰۱۲ در شهر کاردیف تشکیل شد.

## سبک
سبک گروه ترکیبی از موسیقی الکترونیک، پاپ، راک، هیپ هاپ و آلترناتیو است. مجله پیچفورک مدیا آن‌ها را پیشروان آر اَند بی خطاب کرد. اعضای این گروه اغلب موسیقی‌های خود را مقابل پروژکتور می‌نویسند. وین‌فیلد گفت که این کار شخصاً به ذهن او اجازه می‌دهد تا بیشتر از محدوده‌ای که معمولاً برد دارد، پرسه بزند.
 وین‌فیلد همچنین گفت که برای او، متن ترانه اساسی‌ترین بخش هنگام نوشتن موسیقی است و اینکه او نخست کار را با ساخت موسیقی آغاز می‌کند و سپس موسیقی به او این ایده را می‌دهد که چه متنی را برای آن بنویسد.

## اعضا
ترکیب کنونی
- پیت لوری-وین‌فیلد – خواننده اصلی، کیبوردزن، نوازنده سازهای کوبه‌ای، نوازنده سازهای بادی و گیتاریست. (۲۰۱۲–اکنون)
- الیوت وال – درامر و خواننده. (۲۰۱۳–اکنون)

اعضای سابق
- جیمز گوردن – کیبورد‌زن، خواننده و گیتاریست بس.  (۲۰۱۳-۲۰۱۵)